# ترمورل
ترمورل (به فرانسوی: Trémorel) یک کمون در فرانسه است که در Canton of Merdrignac واقع شده‌است.

## خصوصیات
ترمورل ۳۳٫۷۶ کیلومترمربع مساحت و ۱٬۰۷۷ نفر جمعیت دارد.